# Carlos Alberto Carvalho dos Anjos Junior
Carlos Alberto Carvalho dos Anjos Junior (sinh ngày 15 tháng 9 năm 1977) là một cầu thủ bóng đá người Brasil.

## Sự nghiệp câu lạc bộ
Carlos Alberto Carvalho dos Anjos Junior đã từng chơi cho Kawasaki Frontale và Kashima Antlers.